# Billbergia pallidiflora
Espèce
Classification phylogénétique
Billbergia pallidiflora est une espèce de plantes à fleurs de la famille des Bromeliaceae, originaire d'Amérique centrale et du Mexique.

## Synonymes
- Billbergia chiapensis Matuda[1] ;
- Billbergia mexicana Mez[1] ;
- Billbergia oaxacana Matuda[1].

## Distribution
L'espèce se rencontre au Mexique, au Guatemala, au Honduras et au Nicaragua.

## Description
L'espèce est épiphyte.